# Conus castaneus
Conus castaneus é uma espécie de gastrópode do gênero Conus, pertencente a família Conidae.